# Gaiba
Gaiba és un municipi de 1.128 habitants de la província de Rovigo, dins la regió del Vèneto. 

Les seves frazioni són Borgata Canova, Fortini, Nuova, Surchio, Tommaselle. Les comuni limítrofes són Bagnolo di Po, Ferrara (FE), Ficarolo, Stienta El patró és San Pietro, festiu el 7 d'abril.

## Agermanaments
Gaiba està agermanada amb:
- Polònia Alwernia
- Itàlia Collegno
- Itàlia Rocchetta Sant'Antonio